# 항공기 납치

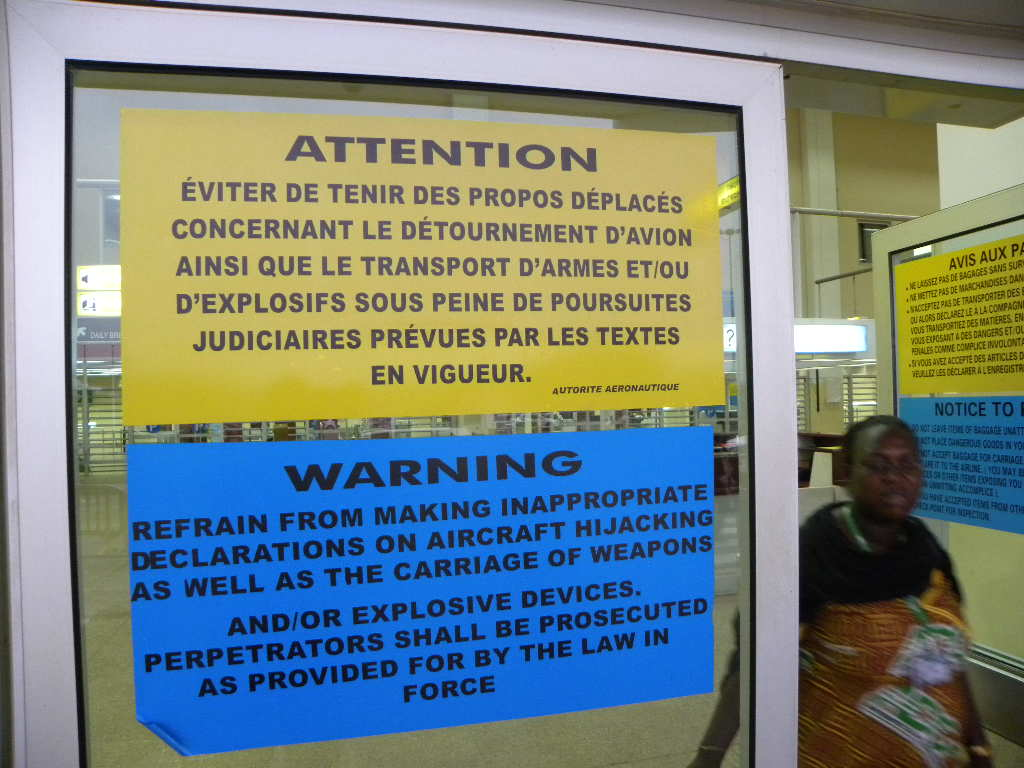
중앙아프리카에 위치한 공항에 붙은 경고 포스터

항공기 납치(航空機拉致, 영어: aircraft hijacking, air piracy, aircraft piracy, skyjacking)는 흔히 하이재킹(영어: hijacking)이라고 불리며, 무기에 의한 협박 등 폭력적인 수단을 사용하여 항공기를 점거하는 행위를 가리킨다.
여객기에 승객을 가장하고 탑승하여 승객들을 인질로 조종사를 위협하여 자신들의 목적을 이루려는 행위이다. 초기에는 미국에서 쿠바로의 망명 수단으로 자주 이용되었으며, 중동 분쟁을 계기로 테러리스트들의 투쟁 수단으로 자주 이용되었다. 하이재킹을 방지하기 위한 국제적인 조치를 보면 하이재킹을 해적행위로 보지 않고 기국법(旗國法)의 적용을 받도록 했다.

## 같이 보기
- 테러리즘
- 기내 난동
- 대한항공 480편 기내 난동 사건
  - 임범준(두정물산)